# Saint-Privat (Corrèze)
Saint-Privat is een gemeente in het Franse departement Corrèze (regio Nouvelle-Aquitaine). De plaats maakt deel uit van het arrondissement Tulle. Saint-Privat telde op 1 januari 2022 1.038 inwoners.

## Geografie
De oppervlakte van Saint-Privat bedroeg op 1 januari 2022 32,85 vierkante kilometer; de bevolkingsdichtheid was toen 31,6 inwoners per km².
De onderstaande kaart toont de ligging van Saint-Privat met de belangrijkste infrastructuur en aangrenzende gemeenten.

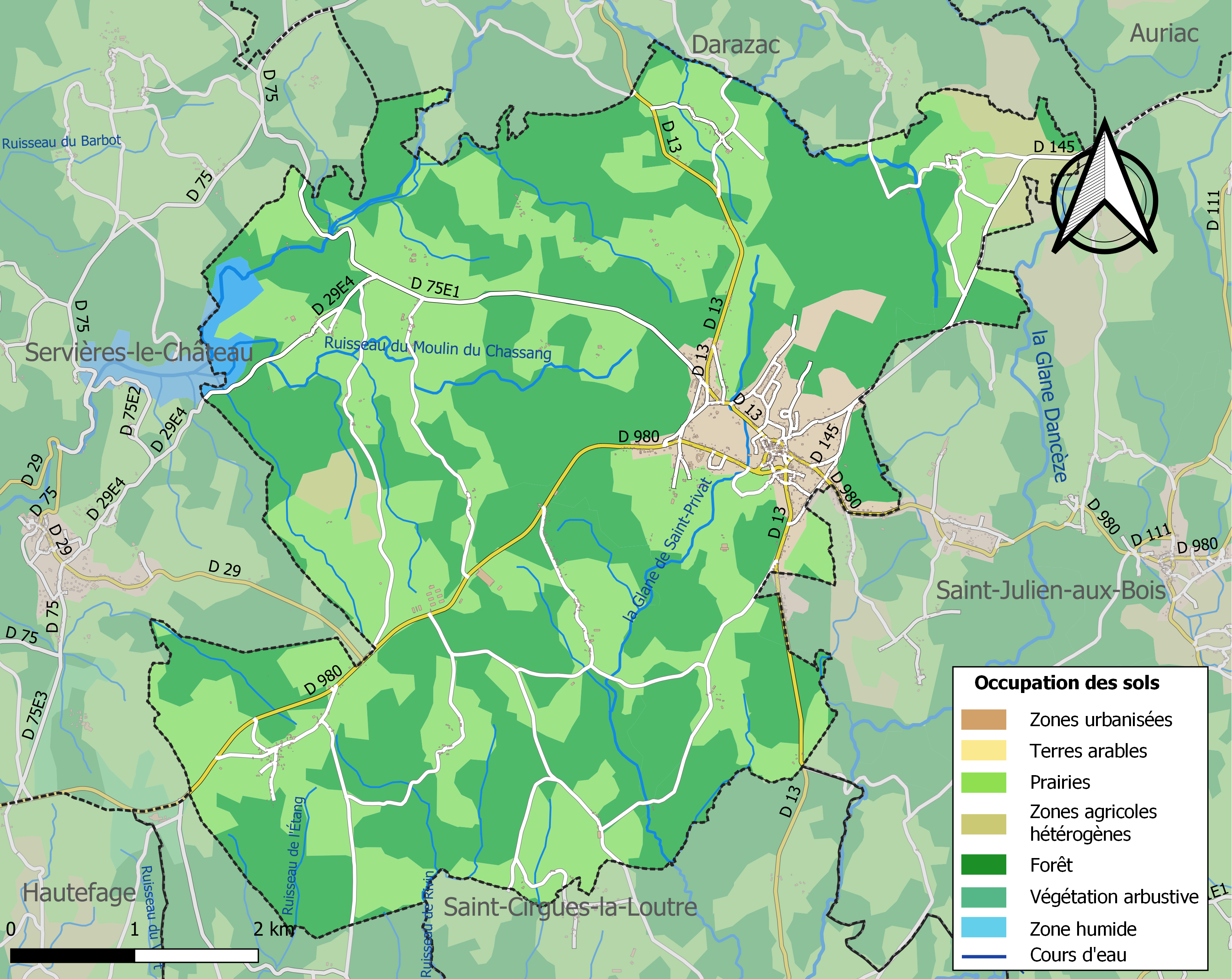

## Demografie
Onderstaande figuur toont het verloop van het inwonertal (bron: INSEE-tellingen).